# Liste der denkmalgeschützten Objekte in Nový Kramolín
Grundlage dieser Liste der denkmalgeschützten Objekte in Nový Kramolín ist die ÚSKP-Liste (Ústřední seznam kulturních památek České republiky, deutsch Zentrale Liste der Kulturdenkmäler der Tschechischen Republik), die von der tschechischen Denkmalschutzbehörde NPÚ (Národní památkový ústav, deutsch Nationale Denkmalbehörde) seit 1987 geführt wird und an die seit dem Jahr 1850 geschaffenen Listen anschließt.

## Denkmalgeschützte Objekte nach Ortsteilen

### Nový Kramolín
| Lage                                                                              | Objekt                                 | Beschreibung | ÚSKP-Nr.                  | Bild           |
| --------------------------------------------------------------------------------- | -------------------------------------- | ------------ | ------------------------- | -------------- |
| Nový Kramolín, hinterm Dorf ()                                                    | Nepomuksäule                           |              | 34070/4-2164 Info Katalog |                |
| Nový Kramolín, nördlicher Ortsausgang, an der Straße Richtung Vlkanov (Standort)  | Kapelle                                |              | 23210/4-2165 Info Katalog | Kapelle        |
| Nový Kramolín, Dorfplatz, im Garten des Kindergartens (Materská škola) (Standort) | Statuengruppe Heiligste Dreifaltigkeit |              | 16066/4-2163 Info Katalog | weitere Bilder |